# مجید حاجی‌بنده
مجید حاجی‌بنده (زادهٔ ۱۵ فوریهٔ ۱۹۸۸) یک بازیکن فوتبال اهل ایران است. 
از تیم‌هایی که در آن بازی کرده‌است می‌توان به تیم ملی فوتسال ایران اشاره کرد. در سال 1396 به عنوان بازيکن اخلاق انتخاب شد.